# Bartiméus (démon)
« Bartiméus » redirige ici. Pour le personnage biblique, voir Bartimée.
Bartiméus est un personnage de fiction, héros principal de l'œuvre fantasy La Trilogie de Bartiméus écrite par Jonathan Stroud. Il s'agit d'un djinn, démon de puissance moyenne.

## Biographie fictive
Bartiméus fait partie des narrateurs récurrents dans chacun des livres. C'est un djinn rusé qui aime faire perdre la tête à ses maitres. À chaque fois, de nombreuses notes de bas de page illustrent les pensées et souvenirs du djinn. Ces souvenirs donnent plus de fond à l'histoire, en même temps qu'elles renseignent sur le passé de leur auteur. Les notes en bas de pages ont assez souvent une certaine note humoristique due à l'humour décapant du démon. Le livre parle souvent de ses disputes avec Faquarl et Jabor, entre autres.
Bartiméus, en 5000 ans d'existence, a eu une multitude de maîtres dont, pour ne citer que les plus connus, Salomon, Ptolémée ou Gilgamesh. Il a aussi participé à de nombreux évènements historiques, qu'il aime à évoquer.

## Introduction
Cette trilogie, à l'exception de L'anneau de Salomon, se passe de nos jours. Le personnage principal, Nathaniel, est un apprenti magicien. Ce garçon intelligent réussira très vite à invoquer un djinn de quatrième niveau, Bartiméus. Ensemble ils vivront beaucoup d'aventures et devront résoudre de nombreuses affaires.